# Deinypena congoana
Deinypena congoana là một loài bướm đêm trong họ Noctuidae.